# Chute d'Edo

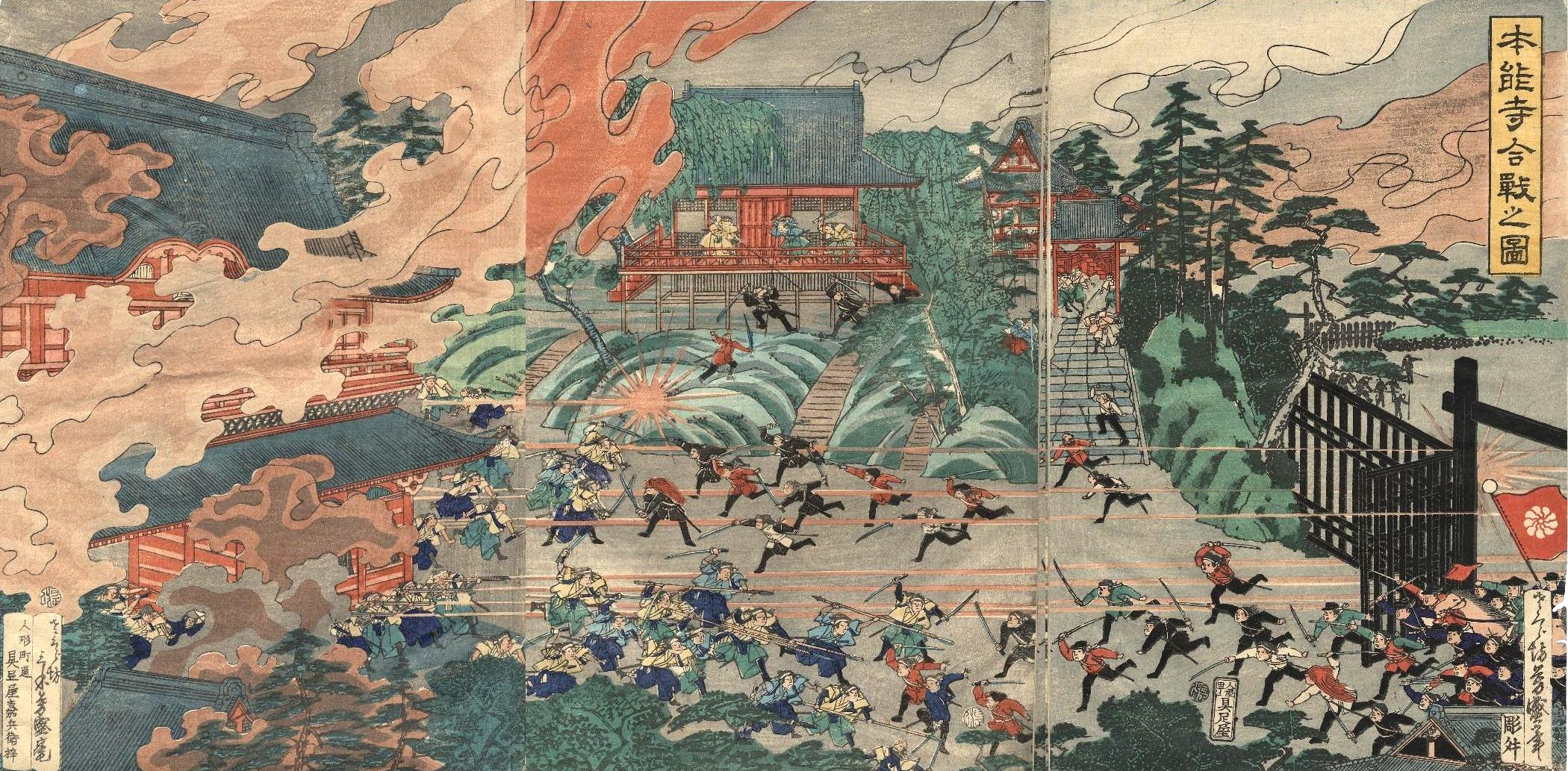
La bataille d'Ueno fut l'affrontement final conduisant à la chute complète d'Edo.

La chute d'Edo (江戸開城) a eu lieu entre mai et juillet 1868, quand Edo (aujourd'hui Tokyo), la capitale japonaise, commandée par le Shogunat Tokugawa, est tombée entre les mains des forces impériales pendant la guerre de Boshin.
Takamori Saigō, conduisant les forces impériales victorieuses au nord et à l'est du Japon, avait gagné la bataille de Kōshū-Katsunuma dans les environs de la capitale. Il put par la suite encercler Edo en mai 1868.
Kaishu Katsu, le ministre de l'armée du Shogun, a négocié une reddition sans conditions.
Quelques groupes ont continué à résister malgré cette reddition formelle mais ont été défaits à la bataille d'Ueno au nord-est de Tokyo, le 4 juillet 1868. La ville fut entièrement sous contrôle en juillet 1868. Pendant ce temps, Yoshinobu Tokugawa s'était auto-assigné à résidence au temple de Kan'ei-ji.

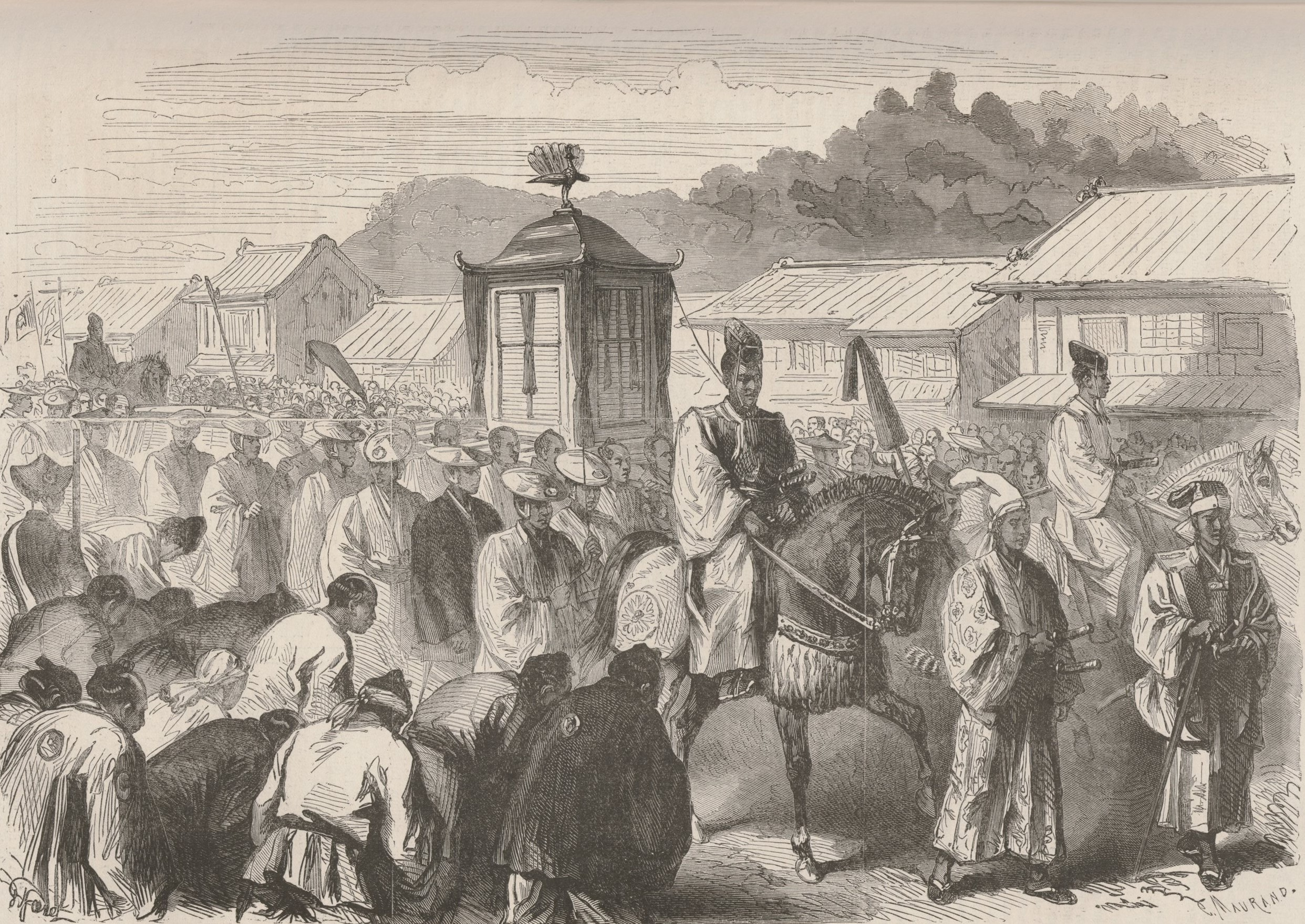
L'empereur Meiji (16 ans) quitte Kyoto pour Tokyo, fin 1868, après la Chute d'Edo.

Le 3 septembre 1868, la ville fut renommée Tokyo (lit. « capital de l'est »), et l'empereur Meiji a déplacé sa capitale à Tokyo, élisant résidence dans le château d'Edo, le Palais impérial aujourd'hui.
Un petit monument a été érigé à l'endroit de la rencontre entre Takamori Saigo et Kaishu Katsu pour négocier la reddition, à Minato-ku, Shiba, à deux minutes de la Station de Tamachi.

## Source de la traduction
- (en) Cet article est partiellement ou en totalité issu de l’article de Wikipédia en anglais intitulé « Fall of Edo » (voir la liste des auteurs).